# ماثيو أباتي
ماثيو أباتي, (بالإنجليزية: Matteo Abbate)‏, (وُلِد في 21 أغسطس 1983), لاَعِب كُرة قدم إيطالي ومُدافع، يلعب حالياً في نادي كريمونيسي.
بدأ حياته المهنية في نادي بياتشينزا، وفي عام 2010 أنضم أباتي لنادي هيلاس فيرونا في عقد لمدة سنتين ومدد العقد في وقتٍ لاحقٍ.
وفي يناير 2013 وقع عقداً مع نادي برو فيرتشيلي  وفي 13 أغسطس 2013 أنضم أباتي للنادي كريمونيسي.

## وصلات خارجية
- ماثيو أباتي على موقع قاعدة بيانات كرة القدم.إي يو (الإنجليزية)
- ماثيو أباتي على موقع Soccerway.com (الإنجليزية)
- ماثيو أباتي على موقع عالم كرة القدم.نت (الإنجليزية)
- ماثيو أباتي على موقع AS.com (الإسبانية)
- ماثيو أباتي على موقع GSA (الإنجليزية)
- http://aic.football.it/scheda/12817/abbate-matteo.html.